# Karim Zaza
Karim Zaza (arabisk: كريم زازا) (født 9. januar 1975 i Brøndby) er en dansk/marokkansk tidligere fodboldmålmand og nuværende målmandstræner hos Vendsyssel FF.

## Karriere
Karim Zaza har som helt ung spillet i Brøndby IF, men fik sin Superligadebut for FC København. Her havde han svært ved at erobre en fast plads, og i vinterpausen 2000/2001 skiftede han til OB. Her gik det langt bedre og Zaza blev fast målmand. I sommeren 2003 skiftede han så til Brøndby IF, hvor han startede godt som sikkert førstevalg, men fik problemer i kamp med Casper Ankergren, og i 2006 ville han prøve noget nyt og valgte den tyske 2. Bundesligaklub Rot Weiss Essen. I 2007 kom han så tilbage til Danmark, som målmand for AaB. Her var Zaza fast førstevalg i målet frem til sommeren 2011, hvor AaB meddelte, at man ikke ville forlænge med målmanden.
Zaza nåede at vinde Superligaen, spille gruppespil i Champions League og komme til ottendedelsfinalen i Europa League i sine 4 år hos AaB.
I 2001, 2002 og 2003 fik han Det gyldne bur, der er kåringen af årets målmand i Dansk fodbold.
Karim Zaza er født i Danmark, men har marokkansk far, så han kunne vælge mellem at spille for Danmarks eller Marokkos landshold. Her valgte han Marokko, som han har spillet 5 landskampe for.
Han indstillede sin karriere i sommeren 2014, og derpå blev han målmandstræner i Lekhwiya SC.

## Titler

### Klub
AaB
- Superligaen (1):  2007-08